# بخش سالم (شهرستان هایلند، اوهایو)
بخش سالم (به انگلیسی: Salem Township) یک منطقهٔ مسکونی در ایالات متحده آمریکا است که در شهرستان هایلند، اوهایو واقع شده‌است.
 بخش سالم ۵۰٫۸ کیلومتر مربع مساحت و ۷۸۰ نفر جمعیت دارد و ۳۰۶ متر بالاتر از سطح دریا واقع شده‌است.